# فرودگاه هاچیجوجیما
فرودگاه هاچیجوجیما (به انگلیسی: Hachijojima Airport) یک فرودگاه همگانی با کد یاتا HAC است که یک باند فرود آسفالت دارد و طول باند آن ۲۰۰۰ متر است. این فرودگاه در شهر هاچیو کشور ژاپن قرار دارد .

## شرکت‌های هواپیمایی و مقصدهای پروازی
| شرکت‌های هواپیمایی | مقصدهای پروازی |
| ----------------- | -------------- |
| آل نیپون ایرویز   | هانه‌دا         |